# Santiago Nicolás Igon
Santiago Nicolás Igon (Mercedes, 24 de octubre de 1977) es un político argentino del Partido Justicialista, que se desempeñó como diputado nacional por la provincia del Chubut desde 2015 hasta el 2023.

## Biografía
Nació en Mercedes (provincia de Buenos Aires) en 1977 y se recibió de técnico en Orientación Psicológica y Adicciones en la Universidad de Morón. Se desempeñó como director y luego como coordinador regional en la Subsecretaría de Atención a las Adicciones de la provincia de Buenos Aires entre 2005 y 2008.
En 2008 se radicó en Esquel (Chubut), desempeñándose como empleado de la Administración Nacional de la Seguridad Social (ANSES). Entre 2013 y 2015 fue jefe de la Unidad Distrital de Apoyo a la Inclusión (UDAI) de la oficina local de la ANSES. También se involucró políticamente con La Cámpora, llegando a la dirección de la agrupación en Chubut en 2013.
En las elecciones legislativas de 2015 fue elegido diputado nacional en la lista del Frente para la Victoria en Chubut. Fue reelegido en 2019, encabezando la lista del Frente de Todos que obtuvo el 53,29% de los votos.
Se desempeñó como vicepresidente segundo de la comisión de Energía y Combustibles, como secretario de las comisiones de Intereses Marítimos, Fluviales, Pesqueros y Portuarios y de Prevención de Adicciones y Control del Narcotráfico; integrando como vocal las comisiones de Derechos Humanos y Garantías; de Legislación del Trabajo; de Minería; y de Seguridad Interior. Votó a favor de los dos proyectos de ley de interrupción voluntaria del embarazo que fueron debatidos por el Congreso en 2018 y 2020.